# Botolphs
Botolphs (früher: Annington) ist ein kleiner Ort im Horsham District in West Sussex, England. Er liegt im Tal des Flusses Adur nahe den Städten Steyning und Coombes und gehört zum Civil Parish Bramber.

## Geschichte und Sehenswürdigkeiten
Die bedeutendste Sehenswürdigkeit des Ortes ist die aus dem Jahre 950 stammende sächsische Gemeindekirche. Bis heute stehen große Teile des Originalgebäudes, insbesondere Teile der Kanzelmauer und des Bogengewölbes. Die sächsische Apsis wurde im 13. Jahrhundert durch einen neuen Kirchturm ersetzt.
Vermutlich war die Kirche von Beginn an dem heiligen Botolph gewidmet. In normannischen Aufzeichnungen ist jedoch von einer Widmung auf den Heiligen Petrus die Rede. Hier wird die Gemeinde auch Annington genannt. Es wird davon ausgegangen, dass die normannischen Eroberer einer weithin gängigen Praxis folgten und ihrer Meinung nach obskure Kirchenwidmungen in ihrem Sinne änderten. Später wurde im Zuge eines Annäherungsprozesses der Ortsname Botolphs angenommen. Der Name Annington blieb jedoch für einen kleinen Flecken zwischen Bramber und Botolphs erhalten.
Wie viele andere Orte in der Umgebung erfuhr Botolphs ein ansprechendes Wachstum, dass vor allem durch die Schifffahrt auf dem Adur und die nahe gelegene Salzproduktion bedingt war. Mit der Versandung des Flusses verlor Botolphs jedoch an Bedeutung und zudem große Teile seiner Bevölkerung. Dieser Bevölkerungsverlust führte dazu, dass die einstmals selbstständige Gemeinde dem Vorbild der eigenen Kirchengemeinde folgte und sich mit dem nahen Bramber zusammenschloss.
In der Folgezeit spielte Botolphs offenbar eine untergeordnete Rolle. So wurden die Patienten des in Bramber gelegenen Leprahospitals Saint Mary Magdalene, denen es nicht erlaubt war, die Burgkirche zu Bramber zu besuchen, in die St. Peter Church nach Botolphs geschickt. Hier erinnern zwei Schlitze in der Kanzelmauer, durch die die Kranken die Messe verfolgen konnten, an diese Zeit.